# Bandar Seri Begawan
Bandar Seri Begawan (w alfabecie arabskim بندر سري بڬاون) – stolica sułtanatu Brunei, znajdująca się na północnym wybrzeżu wyspy Borneo u ujścia rzeki Brunei do zatoki Brunei.
Pierwsza część nazwy – bandar – pochodzi od perskiego wyrazu بندر oznaczającego „port”. Do 1970 miasto nosiło nazwę „Brunei” (Brunei Town). W mieście mieszka 158 110 mieszkańców, aglomeracja liczy ok. 483 000 mieszkańców (2008). Założone zostało w 1521 jako osada holenderska. Do połowy XIX wieku był to ośrodek handlu niewolnikami. W latach 1888–1971 stolica brytyjskiego protektoratu. Jest to ośrodek handlowy i finansowy. Rozwinął się przemysł drzewny, meblarski, włókienniczy. Miasto posiada międzynarodowy port lotniczy, oraz działający od 1985 uniwersytet. Znajduje się tu również największy na Dalekim Wschodzie meczet, osada Kampong Ayer z domami zbudowanymi na palach, meczet Omara Alego Saifuddiena oraz pałac sułtana.